# Грација Заферани
Грација Заферани (рођена 31. децембра 1972)  је санмарински политичар и један од тренутних капетана- регената са Алесандром Манцинијем од 1. априла 2020. године. Заједнички мандат Заферанијеве и Манцинија истиче 1. октобра 2020. године. 

## Живот
Заферани је радила као предузетник у области одеће, а након тога остала је у области трговине. Удата је и мајка је четири ћерке. Такође је постала чланица, оснивач и први председник Покрета РЕТЕ 2012. године, а три пута узастопно је бирана за чланицу Великог и генералног савета од 2013.  
Она је унука Луиђија Заферанија, који је 1947. служио као капетан-регент, и нећакиња Росана Заферанија, који је ту функцију обављао у периоду 1987–1988.  